# Promesses (film, 2001)
Pour les articles homonymes, voir Promesses (homonymie).
Pour plus de détails, voir Fiche technique et Distribution.
Promesses (Promises) est un film documentaire américain réalisé par Carlos Bolado, Justine Shapiro et B.Z. Goldberg en 2001. 

## Synopsis
Ce film documentaire donne la parole à sept enfants juifs et palestiniens, âgés entre 9 et 13 ans. Ils donnent leur vision sur le conflit israélo-palestinien. 

## Fiche technique
- Titre original : Promises
- Titre français : Promesses
- Réalisation : Carlos Bolado, Justine Shapiro et B.Z. Goldberg
- Photographie : Ilan Buchbinder et Yoram Millo
- Production : Justine Shapiro et B.Z. Goldberg
- Sociétés de production : Promises Film Project
- Pays d'origine :  États-Unis
- Langue originale : Anglais, arabe, hébreu
- Format : Couleur - 1.66:1 - Mono
- Genre : Documentaire
- Durée : 1h46 minutes
- Date de sortie : France : 24 avril 2002

## Distinctions

### Récompenses
- 2002 : News and Documentary Emmy Award (meilleurs programmes d'actualité et documentaires)[1]
  - News & Documentary Emmy Award « Outstanding Background/Analysis of a Single Current Story – Long Form »
  - News & Documentary Emmy Award du meilleur documentaire

### Nominations
- 2002 : 74e cérémonie des Oscars
  - Oscar du meilleur film documentaire[2]